# Senát

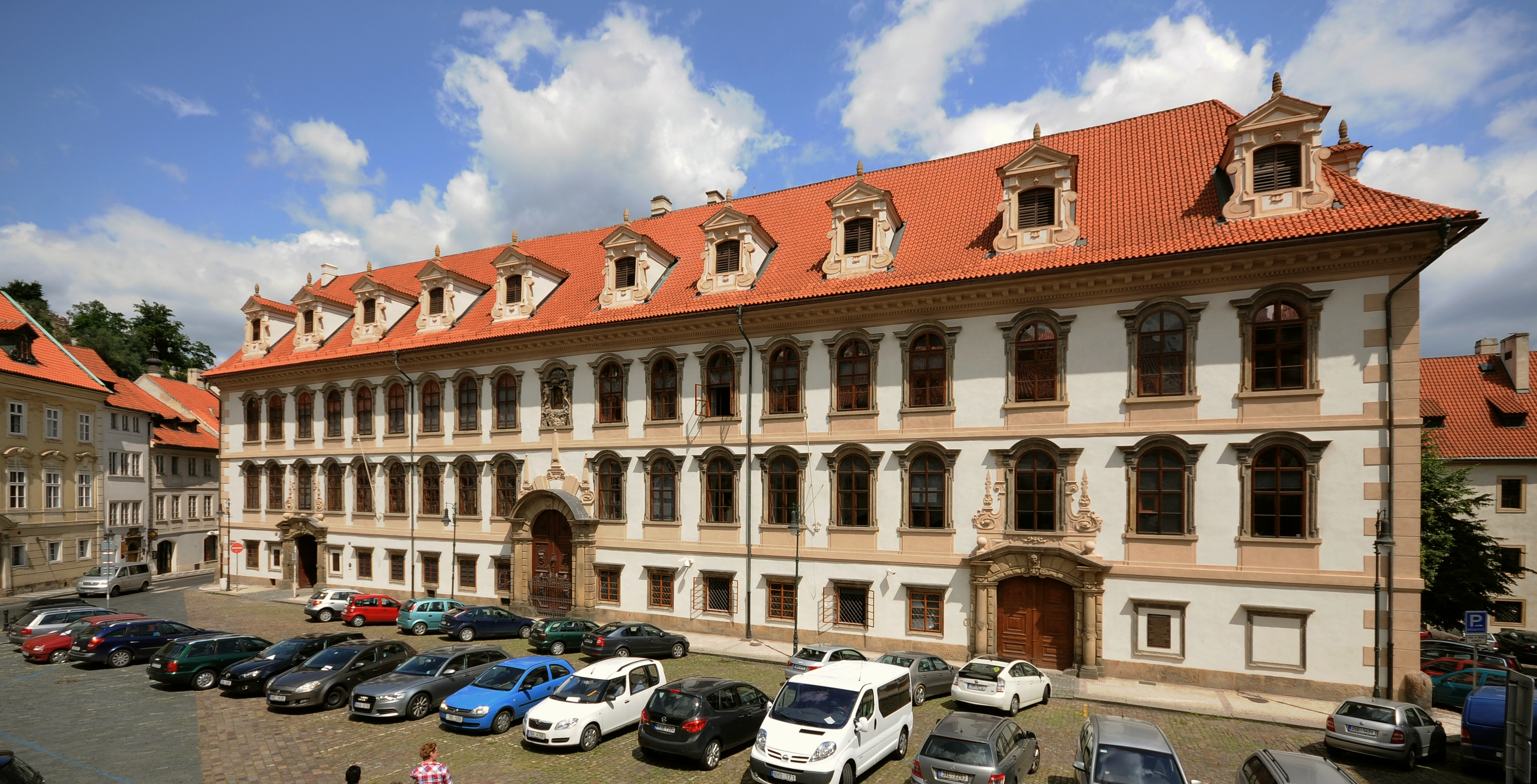
Valdštejnský palác v Praze, sídlo českého Senátu.

Senát (z latinského výrazu senex – stařec) je zastupitelský orgán (zákonodárný sbor), obvykle je horní komorou parlamentu. Člen senátu se nazývá senátor.

## Původ
Senát pochází ze starověké formy jednoduché sociální organizace, v níž byla rozhodovací pravomoc vyhrazena nejstarším mužům.[zdroj⁠?!] Z tohoto důvodu se slovo „senát“ vztahuje i na rozhodovací orgány různých institucí, kde je rozhodování vyhrazeno pouze určitým vybraným členům (srov. akademický senát).[zdroj⁠?!] Původní senát byl jednou z hlavních politických institucí římské republiky, viz římský senát.

## V českých zemích
V českých zemích fungoval senát v době první republiky (viz článek Senát Národního shromáždění ČSR).
Poté byl Senát zakotven v Ústavě České republiky již k 1. lednu 1993, ale první volby do něj se konaly až v roce 1996. Do doby jeho ustavení bylo zamýšleno zřízení Prozatímního Senátu (čl. 106 odst. 2 Ústavy), ten však nakonec uzákoněn nebyl.
Senát Parlamentu České republiky je složen z 81 senátorů, kteří jsou voleni na období 6 let. Každé dva roky se volí třetina senátorů. Senátor musí být starší 40 let. Každého z nich si volí občané České republiky v jednomandátových obvodech.